# اکبری (پارسیان)
اکبری، روستایی در دهستان کوشکنار بخش کوشکنار شهرستان پارسیان در استان هرمزگان ایران است.

## جمعیت
بر پایه سرشماری عمومی نفوس و مسکن در سال ۱۳۹۵، جمعیت این روستا برابر با ۲۵۲ نفر (۶۹ خانوار) بوده‌است.